# 알코르 SC
알코르 스포츠 클럽(아랍어:  نادي الخور الرياضي)은 알코르를 연고지로 하는 카타르의 종합 스포츠 클럽이다. 축구단 외 풋살, 농구, 배구, 핸드볼 등 여러 종목의 선수단을 운영하고 있다. 알코르 스타디움을 홈 구장으로 사용하고 있다.

## 선수 명단

### 현역
참고: FIFA 자격 규정에 따라 소속된 국가대표팀 국기를 표시합니다. 선수는 복수의 FIFA 비회원국 국적을 가지고 있을 수 있습니다.
| 번호 | 포지션 | 국적         | 이름               |
| ---- | ------ | ------------ | ------------------ |
| 11   | FW     | 코트디부아르 | 요안 볼리          |
| 16   | MF     | 알제리       | 칼릴 조히르        |
| 19   | MF     | 알제리       | 압달라 아메드 누리 |
| 26   | DF     | 리비아       | 압둘하미드 나스르  |

| 번호 | 포지션 | 국적 | 이름 |
| ---- | ------ | ---- | ---- |

## 역대 감독
| 감독            | 임기        |
| --------------- | ----------- |
| 알랭 페랭       | 2010 ~ 2012 |
| 라슬로 뵐뢰니   | 2012 ~ 2015 |
| 베르나르 카소니 | 2018 ~ 2019 |